# Ilya Sharipov
Ilya Sharipov (russisch Илья Рустемович Шарипов/Ilja Rustemowitsch Scharipow; * 13. Februar 1995 in Kasan) ist ein deutsch-russischer Eishockeytorwart, der seit Mai 2023 bei den Ravensburg Towerstars aus der DEL2 unter Vertrag steht. Zuvor war Sharipov bereits für den SC Riessersee, die Bietigheim Steelers, den EHC Freiburg, ESV Kaufbeuren und Eispiraten Crimmitschau in derselben Liga aktiv. Zudem absolvierte er 20 Partien für die Schwenninger Wild Wings und Nürnberg Ice Tigers in der Deutschen Eishockey Liga (DEL).

## Karriere

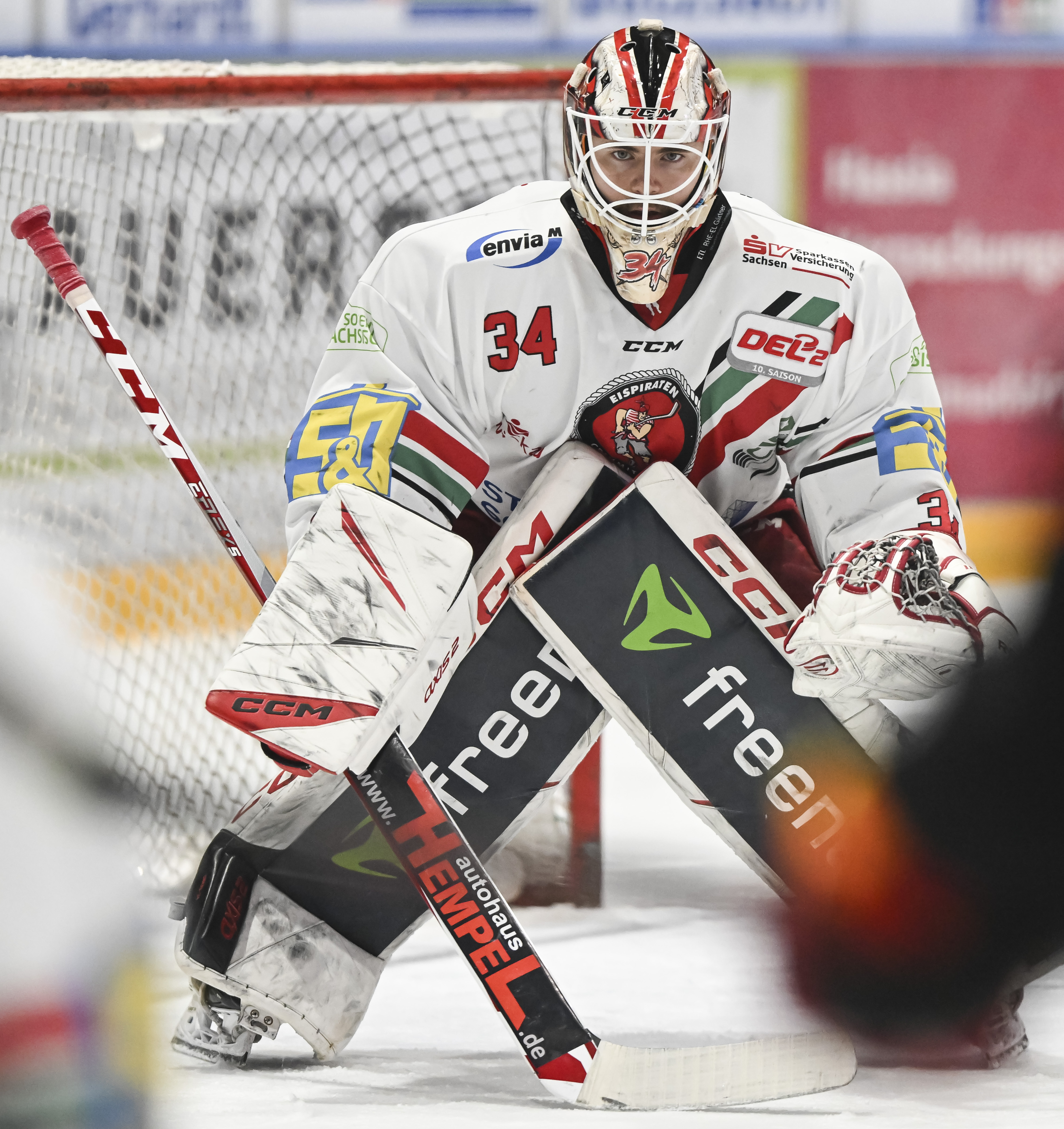
Sharipov im Trikot der Eispiraten Crimmitschau (2023)

Im Alter von sechs Jahren machte Ilya Sharipov in seinem Geburtsland Russland seine ersten Schritte auf dem Eis. Anfangs noch als Feldspieler unterwegs wechselte er bereits nach einem Jahr ins Tor, weil er von den lackierten Torhütermasken fasziniert war. Im Alter von 13 Jahren zog er mit seiner Familie nach Deutschland und spielte dort bis 2010 für die U16-Mannschaft des EHC Freiburg in der Schüler-Bundesliga. Es folgte ein Wechsel nach Berlin zu den Eisbären Juniors, wo er nach zwei Spielen für die U16 in die U18 aufgenommen wurde. Dort verbrachte er vier Spielzeiten bis 2014. Seine folgende Station war die zweite Mannschaft des EC Red Bull Salzburg, für die er in 41 Spielen in der Molodjoschnaja Chokkeinaja Liga (MHL) zwischen den Pfosten stand.
Zur Saison 2015/16 wechselte Sharipov zum EHC Red Bull München in die Deutsche Eishockey Liga (DEL). Des Weiteren wurde er mit einer Förderlizenz ausgestattet und war somit für den SC Riessersee in der DEL2 spielberechtigt. Bis zum Ende der Spielzeit 2016/17 absolvierte er insgesamt 32 DEL2-Partien für den SCR. Für München blieb er ohne Einsatzminuten. Ab Mai 2017 stand Sharipov als Stammkraft bei den Bietigheim Steelers unter Vertrag. und absolvierte in den folgenden Spielzeiten insgesamt 73 Partien für den Klub, während er ein Gespann mit dem Kroaten Siniša Martinović bildete. Im Frühjahr 2018 gewann er mit den Steelers die Meisterschaft der DEL2. Im Sommer 2019 verließ er den Verein nach zwei Jahren und wechselte zu den Schwenninger Wild Wings in die DEL. Für die Wild Wings absolvierte er bis Februar 2020 sechs Spiele sowie leihweise eine Partie für den EHC Freiburg in der DEL2, ehe er im Februar 2020 fest zum ESV Kaufbeuren in die DEL2 wechselte.
Im September 2020 erhielt Sharipov einen Vertrag bei den Nürnberg Ice Tigers aus der DEL, die ihn im Oktober 2020 an die Hammer Eisbären ausliehen. Nach zwei Jahren in Nürnberg mit 14 Einsätzen wechselte der Deutsch-Russe im Mai 2022 zu den Eispiraten Crimmitschau in die zweithöchste Spielklasse zurück. Nach einem Jahr in Crimmitschau unterzeichnete der Torhüter im Mai 2023 einen Vertrag beim Ligakonkurrenten Ravensburg Towerstars, um wieder näher an seiner Heimat zu arbeiten. Dort war er erstmals seit seiner Zeit in Bietigheim wieder Stammkraft zwischen den Pfosten und erhielt im Frühjahr 2023 einen Anschlussvertrag.

### International
Mit der deutschen U20-Nationalmannschaft nahm Sharipov an der U20-Junioren-Weltmeisterschaft 2015 teil. Dort bestritt er hinter dem Stammtorwart Kevin Reich drei Partien. Das deutsche Team belegte am Turnierende den zehnten Rang und musste schlussendlich in die Division IA absteigen.

## Erfolge und Auszeichnungen
- 2018 DEL2-Meister mit den Bietigheim Steelers

## Karrierestatistik
Stand: Ende der Saison 2024/25

### International
Vertrat Deutschland bei:
- U20-Junioren-Weltmeisterschaft 2015

(Legende zur Torhüterstatistik: GP oder Sp = Spiele insgesamt; W oder S = Siege; L oder N = Niederlagen; T oder U oder OT = Unentschieden oder Overtime- bzw. Shootout-Niederlage; Min. = Minuten; SOG oder SaT = Schüsse aufs Tor; GA oder GT = Gegentore; SO = Shutouts; GAA oder GTS = Gegentorschnitt; Sv% oder SVS% = Fangquote; EN = Empty Net Goal; 1 Play-downs/Relegation; Kursiv: Statistik nicht vollständig)